# Cratere Steinheim
Steinheim  è un cratere sulla superficie di Marte.